# 邦基 (路易斯安那州)
邦基（英語：Bunkie），是美国路易斯安那州下属的一座城市。根据2010年美国人口普查，该市有人口4,171人。建置上，属于“city”。